# Alfred Probst
Alfred Probst (ur. w 1894, zm. w kwietniu 1958 w Bazylei) – szwajcarski wioślarz, dwukrotny medalista olimpijski.
Wystąpił na igrzyskach olimpijskich w Paryżu w 1924, gdzie Szwajcarzy w składzie: Émile Albrecht, Alfred Probst, Eugen Sigg, Hans Walter i Émile Lachapelle (sternik) zdobyli złoty medal w czwórkach ze sternikiem. W finale Szwajcarzy o 3,2 sekundy wyprzedzili osady Francji i Stanów Zjednoczonych. Na tej samej imprezie razem z Émile'em Albrechtem, Eugenem Siggiem i Hansem Walterem zdobył brązowy medal w czwórkach bez sternika. W finale wyprzedzili ich Brytyjczycy i Kanadyjczycy.
W czwórkach ze sternikiem zdobywał także złoty medal na mistrzostwach Europy w Como (1923). Ponadto zwyciężył również w czwórkach bez sternika na mistrzostwach Europy w Pradze (1925). 